# Schloss Nöham

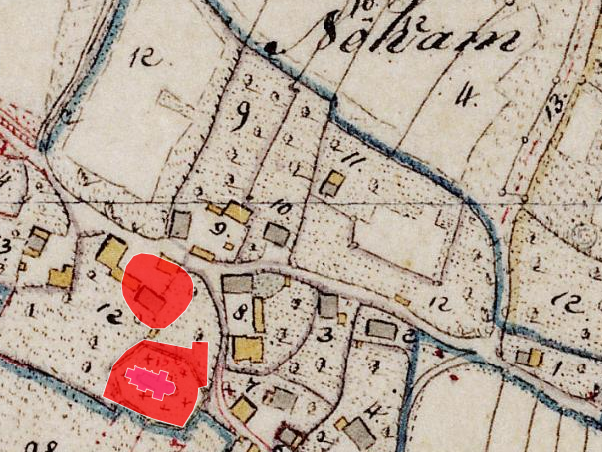
Lageplan von Schloss Nöham auf dem Urkataster von Bayern

Das abgegangene Schloss Nöham lag im gleichnamigen Ortsteil der niederbayerischen Gemeine Dietersburg im Landkreis Rottal-Inn von Bayern. Die Anlage wird als Bodendenkmal unter der Aktennummer D-2-7543-0007 im Bayernatlas als „Burgstall des hohen Mittelalters und Adelssitz der frühen Neuzeit ("Sitz Nöham")“ geführt.

## Geschichte
Die Wortbedeutung von Nöham ist neues Heim weist auf eine jüngere bajuwarische Ausbausiedlung hin. Der Ort gehört zu dem Fiskalgutbezirk am Sulzbach des Klosters Osterhofen.
Besitzer Nöhams sind erst in der ersten Hälfte des 16. Jahrhunderts bekannt. Um 1520 soll Georg Auer, bürgerlicher Herkunft, durch die Heirat mit einer Gruber in den Besitz von Nöham gekommen sein. 1541 ist Sigmund Auer, Pfleger zu Gangkofen, in den Besitz von Nöham gekommen. 1547 errichtete ein Georg Auer auf dem Burgstall, wo schon vor Zeiten … ein Edelmannsitz gestanden haben soll, ein neues Schlossgebäude. Er erbat und erhielt für sich und seine Nachkommen die Edelmannsfreiheit durch Herzog Wilhelm. In den folgenden Jahren werden immer wieder Auers zu Nöham genannt: Simprecht Auer (1558–1578), Sigmund der Auer zu Sölgerding (1583), auch Pfleger von Gangkofen, Isaac Auer von Nöham zu Sölgerding (1593), Isaac Auer auf Nöham, Sölgering, Gangkofen und Jellenkofen (1602).
1606 wurden von den Auers Nöham und einige dazugehörende Güter an die Familie Pichlmair, Bürger zu Pfarrkirchen, versetzt. In der Folge wurde die niedere Gerichtsbarkeit entzogen und Nöham bis 1619 dem Landgericht unterstellt. 1620 war Nöham pfandweise an Ohnopheus Estwurm versetzt; auch ihm wurde die Hofmarksgerechtigkeit nicht zugestanden. Danach kam Nöham an die Scheibls zu Postmünster und von denen an das Spital von Pfarrkirchen. Dieses verkaufte Nöham an Maria Gruber zu Grub, eine geborene Freiin von Truchseß. Nach ihr kam hier ihr Sohn Johann Franz Gruber zum Zuge. 1689 war der Sitz in Händen der Anna Gruber. Als Edelfrau übte sie wieder die Niedergerichtsbarkeit aus. Auch 1752 gehörte Nöham noch zu der adeligen Gruberschen Herrschaft.
Danach (nach anderen Quellen aber bereits 1723) ging der Sitz an die Grafen von Berchem zu  Piesing und  Haiming über. Die Grafen von Berchem überließen im Zuge eines Tausches gegen einschichtige Güter Nöham dem Staat.
1809 bildet Nöham einen der 36 Steuerdistrikte des Landgerichtes Pfarrkirchen mit den zwei Obmannschaften Hafenbach und Sulzbach sowie dem Sitz Eitting. 1818 ist Nöham eine landgerichtliche Gemeinde. Am 1. April 1971 wurde Nöham nach Dietersburg eingemeindet.

## Beschreibung
Der Burgstall bzw. das Schloss Nöham lag 45 m nördlich der Ortskirche St. Nikolaus von Nöham. Nöham wurde bereits 1520 unter den Auers als Sitz bezeichnet. 1558 wird vermerkt, dass kein Sedelhof vorhanden sei. Von 1597 und 1606 kommt die Nachricht, dass der Sitz zu Nöham lediglich aus einem Holzhaus bestand, was durchaus nicht ungewöhnlich war. Das Gebäude ist nicht mehr erhalten. Von dem Schloss zeugt noch eine 1,5 m hohe Erhebung, die in einem Garten erkennbar ist. Der westliche Bereich ist von einem Wohnhaus (Haus Nr. 31) angeschnitten, im nördlichen Bereich wurde eine Garage errichtet.